# Svinjska mast
Svinjska mast je izdelek iz maščobnega tkiva prašičev, ki ga dobimo s suhim ali mokrim taljenjem. Včasih so jo na veliko uporabljali kot mast za kuhanje ali namaz (podobno kot maslo), a se je njena uporaba v zadnjem času drastično zmanjšala zaradi škodljivih vplivov na zdravje, ki jih povzroča visoka vsebnost nasičenih maščobnih kislin.
Svinjska mast ima višje tališče kot olje, zato jo organizem teže raztaplja in prebavlja. Ima okoli 50% nasičenih maščobnih kislin.